# Gregor Erhart

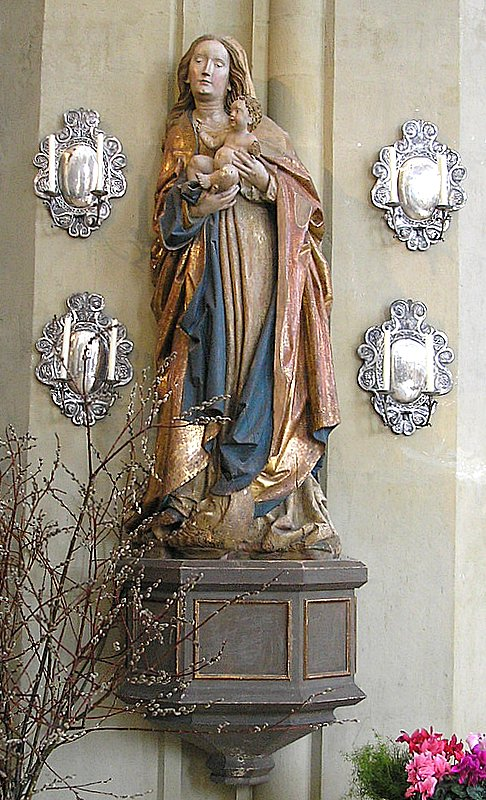
Madonna en San Ulrich und Afra en Augsburgo

Gregor Erhart fue un escultor alemán en la transición del gótico tardío al Renacimiento, nacido el año 1470 en Ulm y fallecido el 1540 en  Augsburgo. Él es hijo de Michel Erhart, hermano de Bernard Erhart, padre de Paul Erhart y miembro de la Escuela de Ulm.

## Datos biográficos

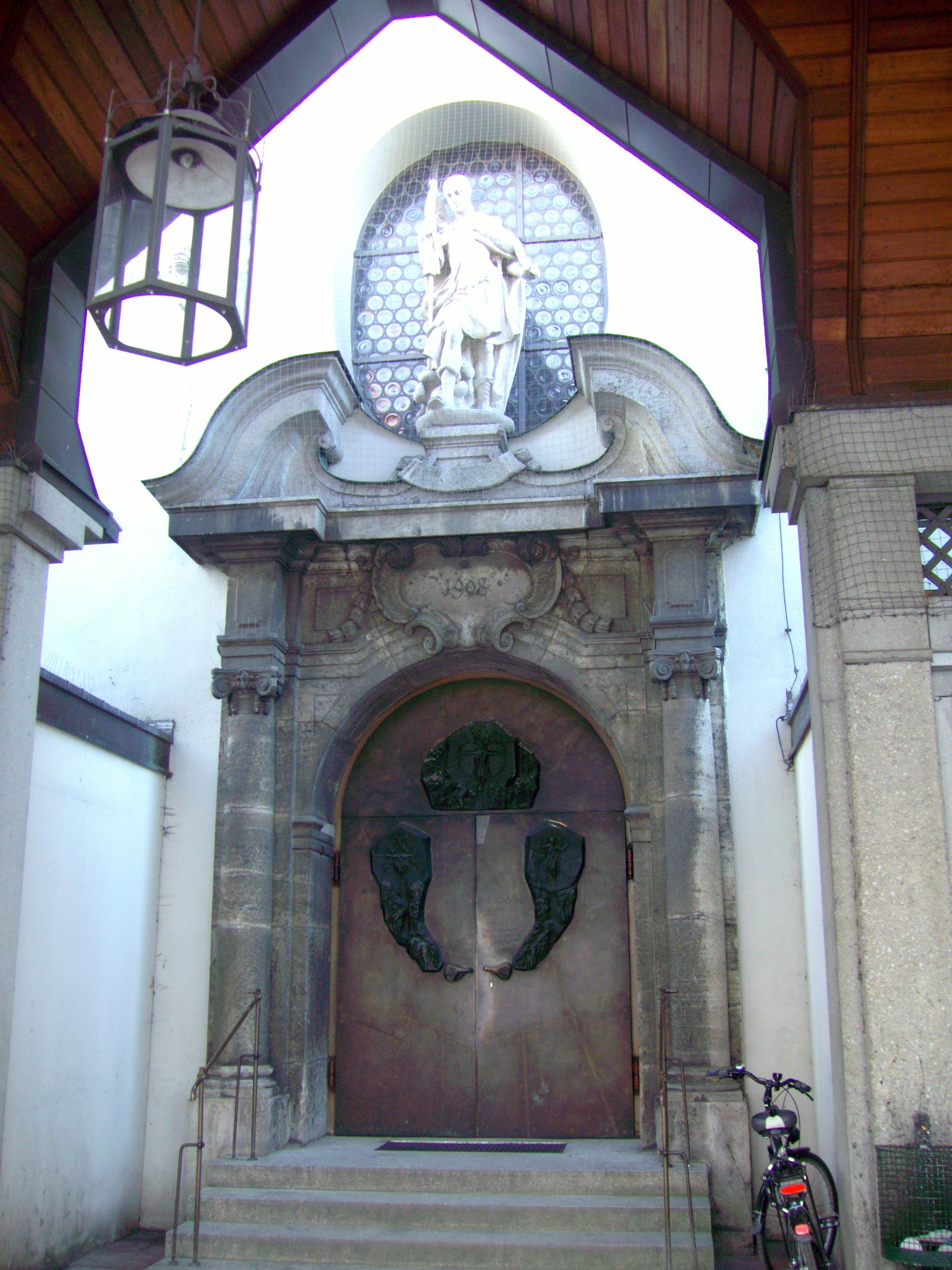
Portal de la Iglesia de San Moritz en Augsburgo.

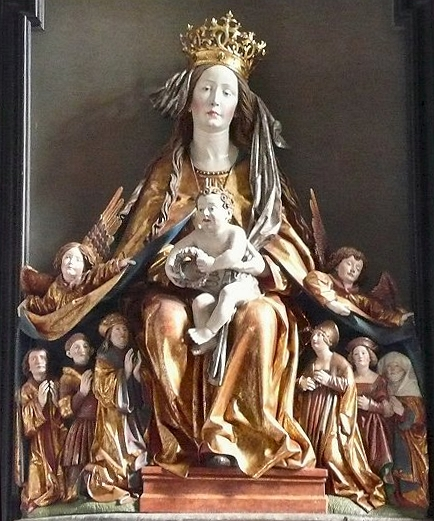
Nuestra Señora de la Merced o de la Misericordia en el Santuario de Frauenstein

Inicialmente trabajó con su padre en el taller, pero luego emigró en 1494 a la Ciudad Imperial Libre de Augsburgo. Se cree que recibió un encargo para el monasterio y la iglesia de St. Moritz. Vivió en la casa de su pariente Adolf Daucher , que trabajaba como carpintero (Kistler en alemán).
En 1496 fue admitido como ciudadano con todos los derechos. Es un poco más tarde descrito por un cronista como "Ingeniosus magister ". Gregor Erhart trabajaba en 1531 con su hijo Paul Erhart en el próspero taller del que más tarde se haría cargo. Nueve años más tarde, murió a la edad de 70 años. 

## Citas
Hans Koepf se refirió a Gregor Erhart como "el más grande artista del milenio" en Ulm.

## Obras
Entre las obras de Gregor Erhart se incluyen las siguientes:
- Madonna en la basílica de San Ulrich y Afra en Augsburgo.[nota 3]Basilika St. Ulrich und Afra
- Schutzmantelmadonna (Virgen de la Merced) para el altar mayor del monasterio Kaisheim,[nota 4] 1502-1504 (desmantelado en 1672, destruido más tarde en la Colección de esculturas en Berlín, 1945)
- Magdalenenfigur (figura de María Magdalena) , conservada en el Louvre, París.[1]
- Schutzmantelmadonna (Virgen de la Merced) para la iglesia de Wallfahrts Frauenstein en el santuario del pueblo de Molln en la Alta Austria[nota 5]Wallfahrtskirche Frauenstein
- Crucifijo realizado hacia 1510/1520, desde 1808 en Öllingen,[nota 6] a continuación en la casa del párroco de Ulm , por demolición del edificio.[2]

Las figuras del altar mayor del monasterio de Blaubeuren han sido atribuidas indistintamente tanto a Gregor Erhart como a su padre, Michel Erhart y su taller; esta última es la opinión más aceptada en la actualidad. La participación Gregor Erhart en la talla de algunas figuras del altar es muy probable. 

### La María Magdalena

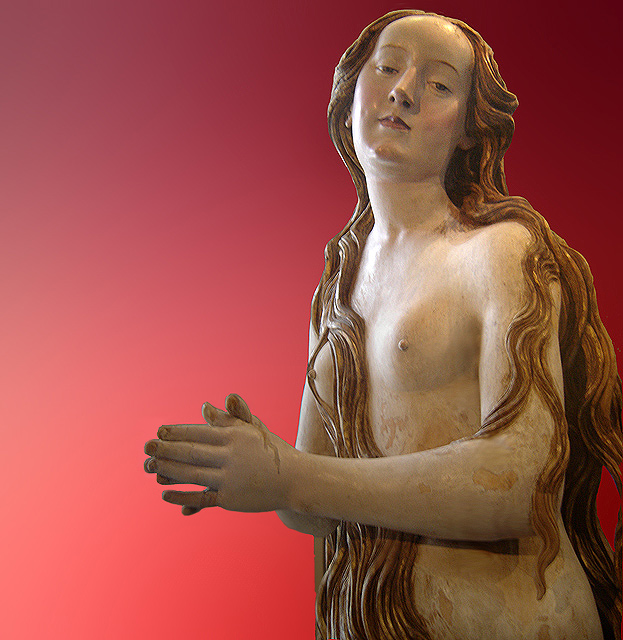
María Magdalena, 1510, Louvre, París.

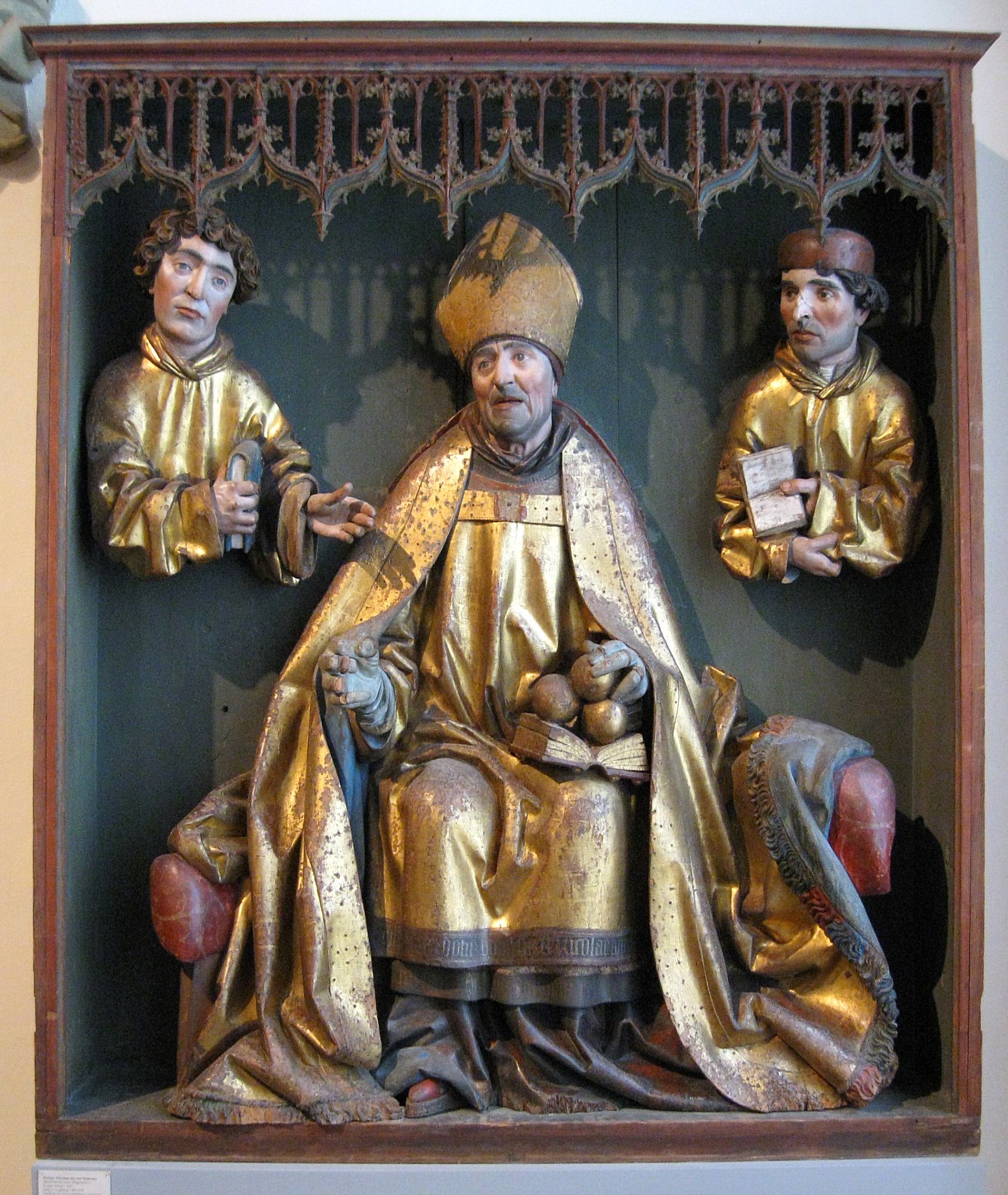
San Nicolás con dos diáconos, 1501, Museo Nacional Bávaro

La inusual estatua que reproduce la figura desnuda de María Magdalena a tamaño natural, creada en torno a 1510, representa a la Santa como mística y asceta, el cuerpo cubierto solo por su pelo largo. La figura tenía en la base originalmente ángeles tallados y fue cortada, probablemente en la Iglesia de Santa María Magdalena del convento de la orden de los dominicos de Augsburgo, que fue reconstruida en 1515.  La estatua de madera se puso a la venta en Alemania en el siglo XIX procedente de la colección de Sigfried Lammle en Múnich y, finalmente fue  adquirida por el Museo del Louvre en París en 1902.
Está retratada con la gracia y la tranquilidad de la persona santa para cumplir con los cánones de la tradición del gótico tardío en Suabia, pero la actitud de la cadera - que se aproxima a las maneras clásicas del contrapposto- y la armonía del cuerpo desnudo reflejan una búsqueda del ideal de belleza que caracteriza el espíritu del Renacimiento. Así que en lugar de crear un estilo fino, una figura irreal gótica, encontramos talladas las curvas femeninas, los músculos intensos y una sensual sensibilidad.
Algunos críticos han expresado su descontento con la aparición de la estatua desnuda, pero cualquier sospecha de blasfemia se ve atenuada por la expresión pensativa con que está retratada para transmitir al espectador con el éxtasis místico de la materia, mientras que la belleza y el cabello de oro reflejan la tensión de la luz sagrada. El cuerpo de la mujer desnuda está tallado siguiendo las convenciones de la escultura medieval. Con este proyecto, de Gregor Erhart creó una obra maestra del arte medieval.